# Квантова троянда
«Квантова троянда» (англ. The Quantum Rose) — науково-фантастичний роман американської письменниці Кетрін Азаро, який розповідає історію Камой Аргалі та сколіанського принца Гавірла Вальдовії. книга входить до серії «Сага про Сколанську імперію». Роман виграв премію «Неб'юла» за найкращий роман 2001 року та премію «Сердечна справа» за найкращу наукову фантастику 2001 року. Перша третина роману вийшла у трьох частинах на сторінках журналу «Аналога» у травні, червні та липні/серпні 1999 року. видавництво Tor Books опублікувало книгу 2000 року.

## Сюжет
«Квантова троянда» - це переосмислення народної казки «Красуня і чудовисько» у науково-фантастичному середовищі. У романі Камой Аргалі, губернатор збіднілої провінції на відсталій планеті Балуміл, заручена з Джексом Айронбріджем, правителькою багатої сусідньої провінції, домовленість, зроблена з політичними цілями, щоб врятувати її провінцію від голоду та смерті. Гавірл (Вірл) Леонстар, принц титульної династії Рубі, прибуває до Балімула в рамках урядового плану подолання наслідків міжзоряної війни. Замаскований та загадковий, він має репутацію монстра серед людей Камоя.
Лайонстар втручається в культуру Камодж і дестабілізує їх уряд, штовхаючи губернаторку на шлюб із самим собою. У традиційній казці Бель повинна врятувати свого батька від принца, перетвореного на звіра; у «Квантовій троянді» Камой повинна врятувати свою провінцію від князя в еміграції. Книга розкриває теми фізичних та емоційних шрамів, які залишаються у тих, хто вижив на війні без явного переможця. Таким чином, це також історія зцілення героїв Камой та Лайонстар.
Друга частина «Квантової троянди» передбачає повернення Лайонстар з Камой до свого рідного світу, де він стає центральною фігурою у масштабному акті громадянської непокори, покликаному викинути окупаційну військову силу, яка взяла під контроль його планету. Як світ Балімул у першій половині роману, так і світ Лишріол у другій половині потрапляють до піджанру втрачена колонія жанру у науково-фантастичної літератури.

## Контекст
«Квантова троянда» — це алегорія математичних та фізичних процесів теорії квантового розсіювання з каналом і, як така, базується на докторській роботі Асаро з хімічної фізики, з доцентом дисертації Александра Далгарно в Гарвардському Смітсонівському центрі астрофізики. Асаро описує алегорію в есе наприкінці книги та пояснює, як герої та сюжетні точки грають роль математичних термінів або процесів в атомній та молекулярній фізиці. Кожен розділ книги має основну поетичну назву, а потім підзаголовок, який стосується аспекту теорії розсіювання, висвітленого у цьому розділі. В інтерв'ю виданню The Hachiko Асаро описує, як вона використовувала провокаційний характер деякої наукової термінології, щоб викликати конфлікти, про які йдеться у книзі, наприклад, напруженість між захопленням і свободою. Деякі з натхнень цієї книги вона обговорює в інтерв’ю на вебсайті Intel Big Think «Моменти генія».
Ця книга збігається зі «Сферичною гармонікою», яка розповідає про фараона Рубі та її спроби повернути титул після руйнівної війни з сяйвом.

## Відгуки
Рецензент «Локуса» Дженніфер Голл схвально сприйняла роман, сказавши: «Текст сильний, сюжет і персонажі захоплюючі, і [Асаро] тримає все це разом зі складністю ситуації, науковими дивами та безліччю інтриг».
Джері Райт у Популярному огляді для SF Site надав дуже сприятливий відгук про книгу, назвавши її «спонукальною до роздумів, розважальною і дуже, дуже приємною», і похвалив Асаро за її «цікаві наукові та культурні здогадки».